# IEEE 802.11e-2005
IEEE 802.11e-2005 o 802.11e es una enmienda aprobada del estándar IEEE 802.11 que define un conjunto de mejoras de calidad de servicio (QoS) para aplicaciones de LAN (Red de área local) inalámbrica a través de modificaciones a la capa de control de acceso al medio (MAC). El estándar se considera de vital importancia para las aplicaciones susceptibles a los retrasos, como Voice over Wireless LAN y streaming multimedia.

## MAC 802.11 original.

### Función de coordinación distribuida
La capa MAC 802.11 básica utiliza la función de coordinación distribuida (DCF) para compartir el medio entre varias estaciones. (DCF) se basa en el algoritmo CSMA/CA y en el estándar 802.11 RTS/CTS de manera opcional para compartir el medio entre estaciones. Hay que tener en cuenta un par de limitaciones:
- Si un número considerable de estaciones intentan comunicarse al mismo tiempo,se producirán muchas colisiones afectando negativamente al ancho de banda disponible y provocará una sobrecarga.

- No hay garantías de calidad de servicio (QoS). En particular, no existe la noción de tráfico de alta o baja prioridad.

### Función de coordinación de puntos (PCF)
MAC 802.11 originalmente define la función de coordinación de punto (PCF). Esto está disponible solo en el modo "infraestructura", donde las estaciones están conectadas al DS a través de un punto de acceso (AP). Esto es opcional, y no todos los AP o adaptadores Wi-Fi lo implementan. Entre estos marcos de baliza, PCF define dos períodos: el período sin contienda (CFP) y el período con contienda (CP). En el CP se utiliza DCF. En el CFP, el AP envía paquetes sin contienda (CF-Poll) a cada estación, uno a la vez, para otorgarles el derecho de enviar un paquete. El AP es el coordinador. Mejora la gestión de QoS pero no define tipos de tráfico como se hace en otros sistemas QoS (como 802.1p y DiffServ).

## Operaciones del protocolo MAC 802.11e
El 802.11e mejora el DCF y el PCF, a través de una nueva función de coordinación: la función de coordinación híbrida (HCF). Dentro de HCF, hay dos métodos de acceso al canal, similares a los definidos en el 802.11 MAC: Acceso controlado al canal HCF (HCCA) y Acceso mejorado al canal distribuido (EDCA). Tanto EDCA como HCCA definen Categorías de tráfico (TC).

### Acceso mejorado a canales distribuidos (EDCA)
Con EDCA, el tráfico de alta prioridad tiene más posibilidades de ser enviado que el tráfico de baja prioridad: una estación con tráfico de alta prioridad espera menos antes de enviar su paquete. Esto se logra a través del protocolo TCMA, que es una variación de CSMA/CA que utiliza un espacio entre tramas de arbitraje más corto (AIFS) para paquetes de mayor prioridad. Los valores exactos dependen de la capa física que se utiliza para transmitir los datos. Además, EDCA brinda acceso sin contienda al canal durante un período denominado Oportunidad de transmisión (TXOP). Una TXOP es un intervalo de tiempo limitado durante el cual una estación puede enviar todas las tramas que pueda (siempre y cuando la duración de las transmisiones no se extienda más allá de la duración máxima de la TXOP). Si una trama es demasiado grande para transmitirse en una sola TXOP, se debe fragmentar en tramas más pequeñas. El uso de TXOP reduce el problema de las estaciones de baja velocidad que obtienen una cantidad excesiva de tiempo de canal en el 802.11 DCF MAC heredado. Un intervalo de tiempo TXOP igual a 0 significa que está limitado a una única unidad de datos de servicio MAC (MSDU) o unidad de datos de protocolo de gestión MAC (MMPDU).
Los niveles de prioridad en EDCA se denominan categorías de acceso (AC). La ventana de contienda (CW) se puede configurar de acuerdo con el tráfico esperado en cada categoría de acceso, y se necesita una ventana más amplia para las categorías con un mayor tráfico. Los valores CWmin y CWmax se calculan a partir de los valores aCWmin y aCWmax, respectivamente, que se definen para cada capa física admitida por 802.11e.
| AC                  | CWmin          | CWmax          |
| ------------------- | -------------- | -------------- |
| Background (AC_BK)  | aCWmin         | aCWmax         |
| Best Effort (AC_BE) | aCWmin         | aCWmax         |
| Video (AC_VI)       | (aCWmin+1)/2-1 | aCWmin         |
| Voice (AC_VO)       | (aCWmin+1)/4-1 | (aCWmin+1)/2-1 |

Para unos valores de aCWmin=15 and aCWmax=1023, por poner un ejemplo, según OFDM y MIMO, el resultado sería el siguiente:
| AC                  | CWmin | CWmax | AIFSN | Max TXOP |
| ------------------- | ----- | ----- | ----- | -------- |
| Background (AC_BK)  | 15    | 1023  | 7     | 0        |
| Best Effort (AC_BE) | 15    | 1023  | 3     | 0        |
| Video (AC_VI)       | 7     | 15    | 2     | 3.008ms  |
| Voice (AC_VO)       | 3     | 7     | 2     | 1.504ms  |
| Legacy DCF          | 15    | 1023  | 2     | 0        |

Mapa ACs Ethernet, niveles de prioridad:
| –        | 802.1p                    | 802.1p  | 802.1p           | 802.11e              | 802.11e     |
| Priority | Priority Code Point (PCP) | Acronym | Traffic Type     | Access Category (AC) | Designation |
| -------- | ------------------------- | ------- | ---------------- | -------------------- | ----------- |
| Lowest   | 1                         | BK      | Background       | AC_BK                | Background  |
|          | 2                         | –       | Spare            | AC_BK                | Background  |
|          | 0                         | BE      | Best Effort      | AC_BE                | Best Effort |
|          | 3                         | EE      | Excellent Effort | AC_BE                | Best Effort |
|          | 4                         | CL      | Controlled Load  | AC_VI                | Video       |
|          | 5                         | VI      | Video            | AC_VI                | Video       |
|          | 6                         | VO      | Voice            | AC_VO                | Voice       |
| Highest  | 7                         | NC      | Network Control  | AC_VO                | Voice       |

El objetivo principal de QoS es proteger los datos de alta prioridad de los datos de baja prioridad. Cabe la posibilidad en la cual los datos deban protegerse de otros datos de la misma clase. El control de admisión en EDCA se hace cargo de esto. El AP publica el ancho de banda disponible en beacons (paquetes probe response). Los clientes pueden comprobar el ancho de banda disponible antes de añadir más tráfico.
Wi-Fi Multimedia (WMM) es la especificación de Wi-Fi Alliance, que es un subconjunto de IEEE 802.11e. Los puntos de acceso certificados deben estar habilitados para EDCA y TXOP. Todas las demás mejoras de 802.11e son opcionales.

### Acceso al canal controlado por HCF (HCCA)
El acceso al canal controlado (HCCA) HCF (función de coordinación híbrida) funciona de manera muy similar a PCF. Sin embargo, a diferencia de PCF, en el que el intervalo entre dos marcos de baliza se divide en dos períodos de CFP y CP, el HCCA permite que los CFP se inicien casi en cualquier momento durante un CP. Este tipo de CFP se denomina Fase de acceso controlado (CAP) en 802.11e. El AP inicia un CAP cada vez que desea enviar una trama a una estación o recibir una trama de una estación sin contienda. De hecho, la PPC es también una PAC. Durante un CAP, el Coordinador híbrido (HC), que también es el AP, controla el acceso al medio. Durante el CP, todas las estaciones funcionan en EDCA. La otra diferencia con el PCF es que se definen la clase de tráfico (TC) y los flujos de tráfico (TS). Esto significa que el HC no se limita a una cola por estación y puede proporcionar una especie de servicio por sesión. Además, el HC puede coordinar estos flujos o sesiones de la forma que elija (no solo por turnos). Además, las estaciones brindan información sobre la duración de sus colas para cada clase de tráfico (TC). El HC puede usar esta información para dar prioridad a una estación sobre otra, o ajustar mejor su mecanismo de programación. Otra diferencia es que las estaciones reciben una TXOP: pueden enviar varios paquetes seguidos durante un período de tiempo determinado seleccionado por el HC. Durante el CFP, el HC permite que las estaciones envíen datos mediante el envío de tramas CF-Poll.
HCCA generalmente considera la función de coordinación más avanzada (y compleja). Con HCCA, QoS tiene un nivel de configuración muy elevado. Las estaciones habilitadas para QoS tienen la capacidad de solicitar parámetros de transmisión específicos (velocidad de datos, fluctuación, etc.) que deberían permitir que aplicaciones avanzadas como VoIP y transmisión de vídeo funcionen de manera más efectiva en una red 802.11(Wi-Fi).
La compatibilidad con HCCA es opcional para los AP 802.11e. De hecho, pocos AP disponibles soportan HCCA. Las estaciones solo necesitan poder responder a los mensajes de encuesta. En el lado del AP, se necesita un programador y un mecanismo de cola.

## Otras especificaciones de 802.11e
Además de HCCA, EDCA y TXOP, 802.11e especifica protocolos opcionales adicionales para QoS de la versión mejorada de capa MAC 802.11:

### Entrega automática de ahorro de energía
Además del mecanismo de sondeo de ahorro de energía, que estaba disponible antes del estándar 802.11e, se han introducido nuevos mecanismos de entrega y notificación de ahorro de energía en 802.11e. APSD (entrega automática de ahorro de energía) ofrece dos formas de iniciar la entrega: 'APSD programado' (S-APSD) y 'APSD no programado' (U-APSD). Con APSD, el punto de acceso puede transmitir varias tramas juntas a un dispositivo de ahorro de energía durante un período de servicio. Después del final de un período de servicio, el dispositivo entra en un estado de inactividad hasta el próximo período de servicio. Con S-APSD, los periodos de servicio comienzan de acuerdo con un programa predeterminado conocido por el dispositivo de ahorro de energía, lo que permite que el punto de acceso transmita su tráfico almacenado en búfer sin necesidad de ninguna señalización. Con U-APSD, cada vez que se envía una trama al punto de acceso, se activa un período de servicio que permite que el punto de acceso envíe tramas almacenadas en búfer en la otra dirección. U-APSD puede tomar un formulario U-APSD 'completo' o 'híbrido'. Con Full U-APSD, todos los tipos de marco usan U-APSD independientemente de su prioridad. Con Hybrid U-APSD, se utiliza U-APSD o el mecanismo de sondeo de ahorro de energía heredado, según la categoría de acceso. S-APSD está disponible para ambos mecanismos de acceso al canal, EDCA y HCCA, mientras que U-APSD está disponible solo para EDCA.
APSD es un método de administración de energía más eficiente que el sondeo de ahorro de energía heredado de 802.11, lo que lleva a un menor consumo de energía, ya que reduce tanto el tráfico de señalización que de otro modo sería necesario para la entrega de tramas almacenadas en búfer a dispositivos con ahorro de energía por parte de un AP como la tasa de colisión. entre las encuestas de ahorro de energía, generalmente transmitidas inmediatamente después de la baliza TIM. S-APSD es más eficiente que U-APSD porque los períodos de servicio programados reducen la contención y porque la transmisión entre el punto de acceso y un dispositivo de ahorro de energía comienza sin necesidad de señalización. Un dispositivo de ahorro de energía que utiliza U-APSD debe generar tramas de señalización para recuperar el tráfico almacenado en búfer en ausencia de tráfico de enlace ascendente, como por ejemplo en el caso de las aplicaciones de tráfico de audio, video o mejor esfuerzo que se encuentran en los teléfonos inteligentes de hoy. U-APSD es atractivo para los teléfonos VoIP, ya que las velocidades de datos son aproximadamente las mismas en ambas direcciones, por lo que no requiere señalización adicional: una trama de voz de enlace ascendente puede desencadenar un período de servicio para la transmisión de una trama de voz de enlace descendente. Hybrid U-APSD es menos eficiente que Full U-APSD porque el mecanismo de sondeo de ahorro de energía que emplea para algunas categorías de acceso es menos eficiente que APSD, como se explicó anteriormente. Las ventajas relativas de los diversos mecanismos de ahorro de energía se han confirmado de forma independiente mediante simulaciones.

### Bloques de reconocimiento
Los bloques de reconocimiento permiten reconocer una TXOP completa en un solo cuadro. Esto permite una menor sobrecarga de protocolo cuando se especifiquen TXOP más largas.

### El "NoAck"
En el modo QoS, la clase de servicio para enviar tramas puede tener dos valores: QosAck y QosNoAck. Las tramas con QosNoAck no se reconocen. Esto evita la retransmisión de datos sumamente críticos en cuanto al tiempo.

### Configuración de enlace directo
La configuración de enlace directo permite la transferencia directa de tramas de una estación a otra estación dentro de un conjunto de servicios básicos. Está diseñado principalmente para uso del cliente, donde la transferencia de una estación a otra estación es lo más común. Por ejemplo, al transmitir un vídeo en un televisor en la sala de estar o al imprimir en una impresora inalámbrica en la misma habitación, puede ser más eficiente enviar marcos de Wi-Fi directamente entre los dos dispositivos de comunicación, en lugar de usar la técnica estándar de estar enviando todo a través del AP, lo que implica dos saltos en lugar de uno. Además, si el AP está en una zona apartada de la casa, enviar todas las tramas al AP y viceversa se harán a una velocidad de transferencia mucho más baja. Sin embargo, DLS requiere la participación del AP para facilitar una comunicación directa más eficiente, y pocos AP, tienen el soporte necesario para esto. La configuración de enlace directo tunelizado se publicó como 802.11z (TDLS), lo que permite que los dispositivos realicen transferencias de tramas directas de estación a estación más eficientes sin el soporte del AP. Tanto DLS como TLDS requieren que las estaciones estén asociadas con el mismo AP. Tanto DLS como TLDS mejoran la velocidad y la eficiencia de las comunicaciones entre los nodos de un conjunto de servicios básicos, pero no facilitan la comunicación entre dispositivos que están cerca pero que no asociados al mismo AP.
La comunicación cercana entre dispositivos que no están asociados al mismo AP se puede realizar utilizando tecnologías como Wi-Fi Direct, pero hasta ahora Wi-Fi Direct no ha tenido una adopción generalizada.
La iniciativa de Wi-Fi virtual de Microsoft fue diseñada para lograr el mismo objetivo que DLS. El Wi-Fi virtual permite a los clientes conectarse de forma inalámbrica mientras acceden a Internet a través de un AP al permitir que los adaptadores de  una estación tengan múltiples direcciones MAC.